# Enrique Gaviola
Ramón Enrique Gaviola (Rivadavia, 31 de agosto de 1900-Ciudad de Mendoza, 7 de agosto de 1989), más conocido como Enrique Gaviola, fue un destacado científico argentino que contribuyó con importantes descubrimientos en la Física y la Astronomía mundial.
Entre sus logros más relevantes en su país figuran la recuperación del Observatorio Astronómico de Córdoba, la creación de la Asociación Física Argentina y del Instituto de Matemática, Astronomía y Física de Córdoba, y el proyecto originario del actual Instituto Balseiro.
Los trabajos de Enrique Gaviola en astrofísica, técnicamente revolucionarios, fueron fundamentales para la ciencia mundial. Creó un método para el recubrimiento de la superficie de los espejos de grandes telescopios que permitió disminuir drásticamente tiempo, trabajo y dinero y fue empleado en la preparación del espejo de 5 m de diámetro de Monte Palomar. Su trabajo experimental sobre emisión atómica estimulada fue el antecedente de lo que hoy se conoce como láser. Con su colega Ricardo Platzcek diseñó el primer espectrógrafo estelar del mundo construido totalmente con espejos.
Gracias a Gaviola muchos científicos europeos fueron rescatados de la amenaza del nazismo.

## Biografía
Recibido de agrimensor en la ciudad de La Plata decidió, por recomendación de Richard Gans, continuar su formación como físico en Alemania, adonde llegó en 1922 y estudió junto a los científicos más encumbrados de la época, entre ellos Max Planck, Max Born y Albert Einstein. Este último lo consideró como un colega y amigo al cual solía consultar (como en 1948 en que le pidió su adhesión al Manifiesto de Chicago que alertaba sobre los peligros del uso de la energía nuclear).
Se recibió en 1926 en Berlín con calificación "sobresaliente". Su trabajo de Proseminar fue dirigido por von Laue y la mesa examinadora estuvo integrada por Lise Meitner, Albert Einstein y Peter Pringsheim. Le pidió luego a Einstein que apoyase su pedido de una beca Rockefeller para ir a trabajar a Baltimore donde dicha beca le acababa de ser negada con el argumento de que no se le concedía a sudamericanos, a pesar de haber obtenido la calificación más alta entre los solicitantes. Indignado, Einstein envió una carta con la que lograría que el International Education Board concediese por primera vez un fellowship a alguien del hemisferio sur. Gaviola se trasladó entonces a Estados Unidos donde trabajó con Robert Wood, el más grande físico experimental en aquel momento.

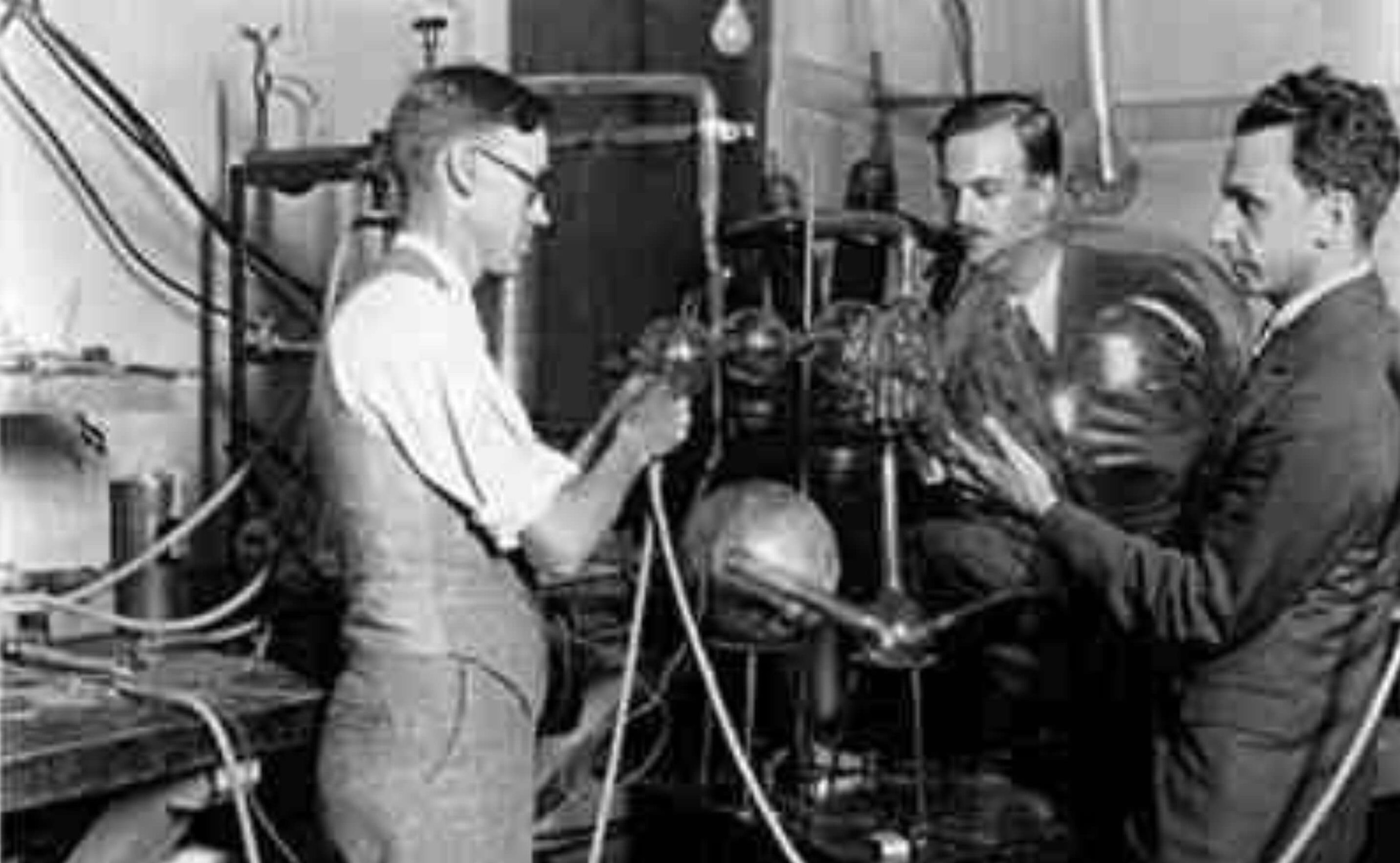
Enrique Gaviola, Larry Hafstad y Merle Tuve con tubos de vacío diseñados para realizar experimentos con alto voltaje (Carnegie Institution Department of Terrestrial Magnetism, Washington, Estados Unidos,1928).

Entre 1928 y 1929 fue físico asistente del Departamento de Magnetismo Terrestre en el Carnegie Institute of Washington, donde trabajó en el proyecto de un acelerador de partículas con el que se obtuvo un potencial de cinco millones de voltios. Entre sus numerosas publicaciones se destaca su trabajo experimental "An Experimental Test of Schrödinger’s Theory" sobre emisión atómica estimulada, antecedente de lo que hoy conocemos como láser.
Sus trabajos sobre espectrometría y fluorescencia permitieron analizar en forma crítica la teoría de Shroedinger y contribuyeron a dar origen a dos nuevas áreas científicas: la espectrometría fluorescente en bioquímica y el comportamiento hidrodinámico de las proteínas. El fluorómetro que diseñó y construyó para realizarlo hoy es conocido bajo su nombre.
En uno de sus retornos a la Argentina, en 1929, inició una prédica por el desarrollo científico del país y ocupó importantes cargos, como el de Director del Observatorio Astronómico de Córdoba y fue profesor en la Universidad de Buenos Aires y en la de La Plata.
A partir de 1931 decidió instalarse en forma definitiva en su país y participó del origen del Instituto de Física de Bariloche, hoy Instituto Balseiro. También participó en el origen del actual Conicet, en la creación de IMAF (actual Famaf de la ciudad de Córdoba), en la instalación del Radiotelescopio de Pereyra Iraola, en la puesta en marcha del Observatorio Astronómico de Bosque Alegre y en muchas otras iniciativas que beneficiaron a la ciencia argentina.

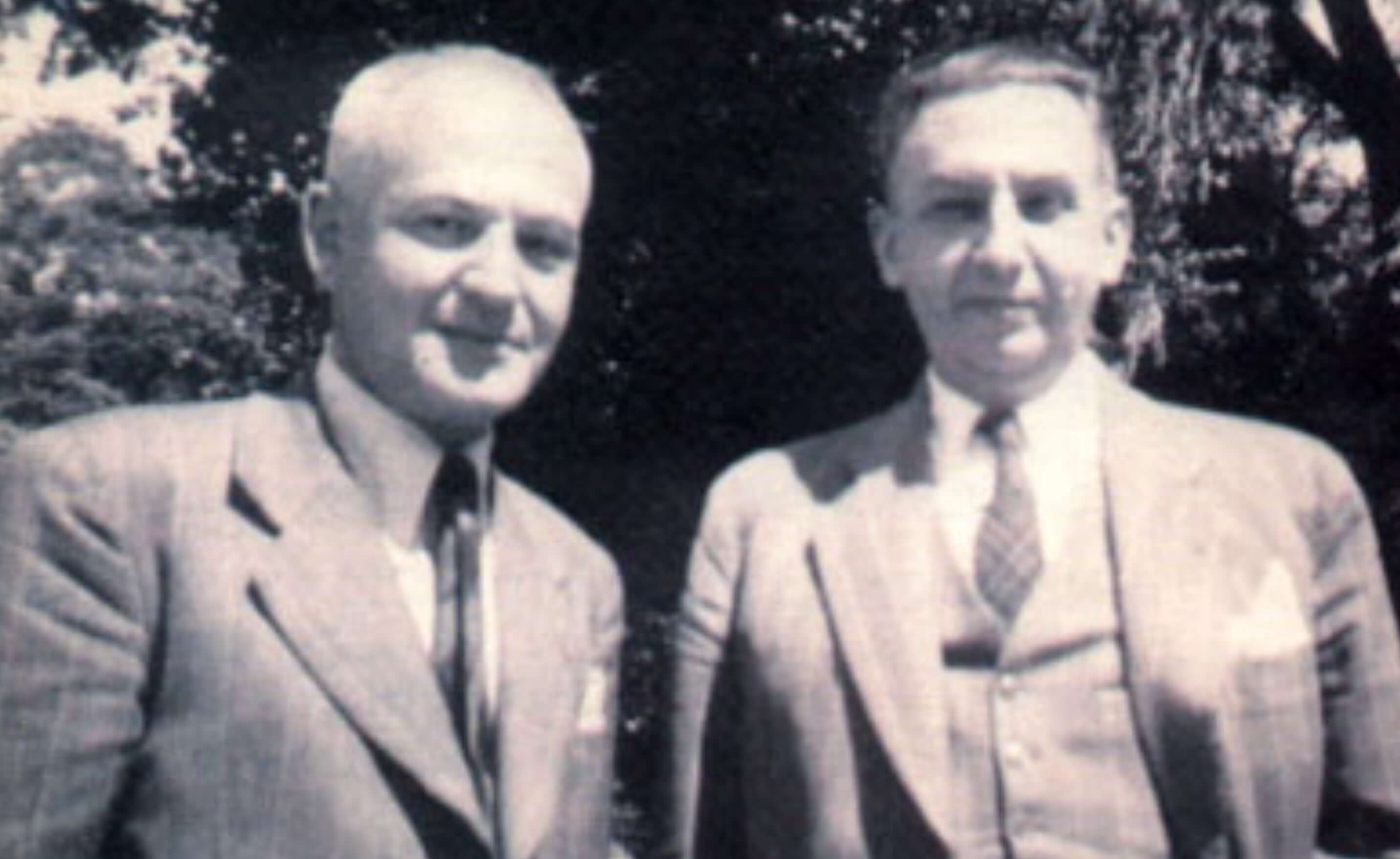
Enrique Gaviola y Guido Beck, circa 1946. Ambos físicos cumplieron un rol fundamental en la creación de la Asociación de Física Argentina.

Gracias a Gaviola muchos científicos europeos fueron rescatados de la amenaza del nazismo, entre ellos el físico teórico austríaco Guido Beck en 1943, quien sería una de las figuras fundamentales de la física teórica tanto en Argentina como luego en Brasil. 
Además impulsó la creación de la Asociación Física Argentina (primera sociedad científica latinoamericana en el área de esta disciplina) que presidiría, y del Instituto de Matemática, Astronomía y Física de la Universidad Nacional de Córdoba, creado en 1956 para apoyar las actividades de observación. Por otra parte, bajo la dirección de Gaviola (entre 1940 y 1947 y de 1956 a 1957) el Observatorio de Córdoba se transformó en un centro científico de primer orden, con el diseño y construcción de la Estación Astrofísica de Bosque Alegre, inaugurado en 1942. Logró que el observatorio se vinculara con la Asociación Física Argentina y consiguió personal y científicos de dedicación exclusiva además de un excelente taller de óptica. Allí se formaron entre otros Mario Bunge, Ernesto Sabato y José Antonio Balseiro.

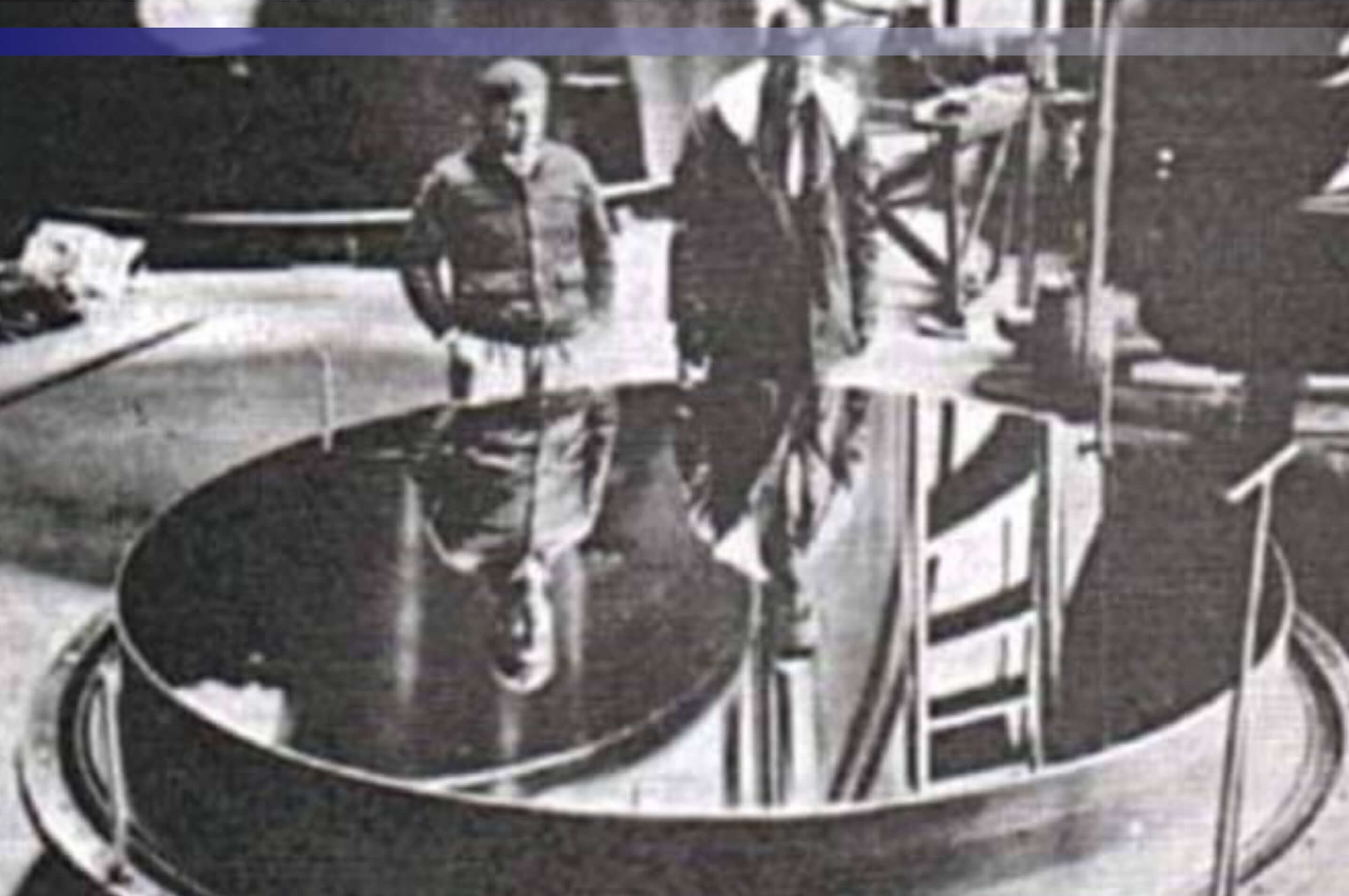
En 1932, C. Hawley Cartwright y John Strong mejoraron un dispositivo de su invención para evaporar metales sobre una superficie. En 1935, Strong (a la derecha en la foto) aplicó por primera vez en forma exitosa el nuevo método con aluminio al espejo de 2,5 metros del Observatorio de Monte Wilson – EE. UU. En ese momento, su primer asistente era Enrique Gaviola (a la izquierda en la imagen).

Fue uno de los astrónomos que más contribuyó a ampliar el conocimiento del espacio exterior. En 1935 viajó, gracias a una beca, a Estados Unidos, para colaborar con el grupo más destacado en la construcción de espejos de telescopios de la época: el del Observatorio de Monte Wilson, en California. Entre otras cosas creó un método novedoso para el recubrimiento de la superficie de los espejos de grandes telescopios que permitió disminuir tiempo, trabajo y dinero a un tercio de los valores de aquel momento. Este método fue empleado inmediatamente en la preparación del espejo de 5 m de diámetro de Monte Palomar. En agradecimiento, John A. Anderson — director del Observatorio Astrofísico del California Institute of Technology — le manifestó: “Deseo expresarles mi gran admiración por este trabajo. Han hecho una obra maravillosa que, estoy seguro, llegará a ser clásica".

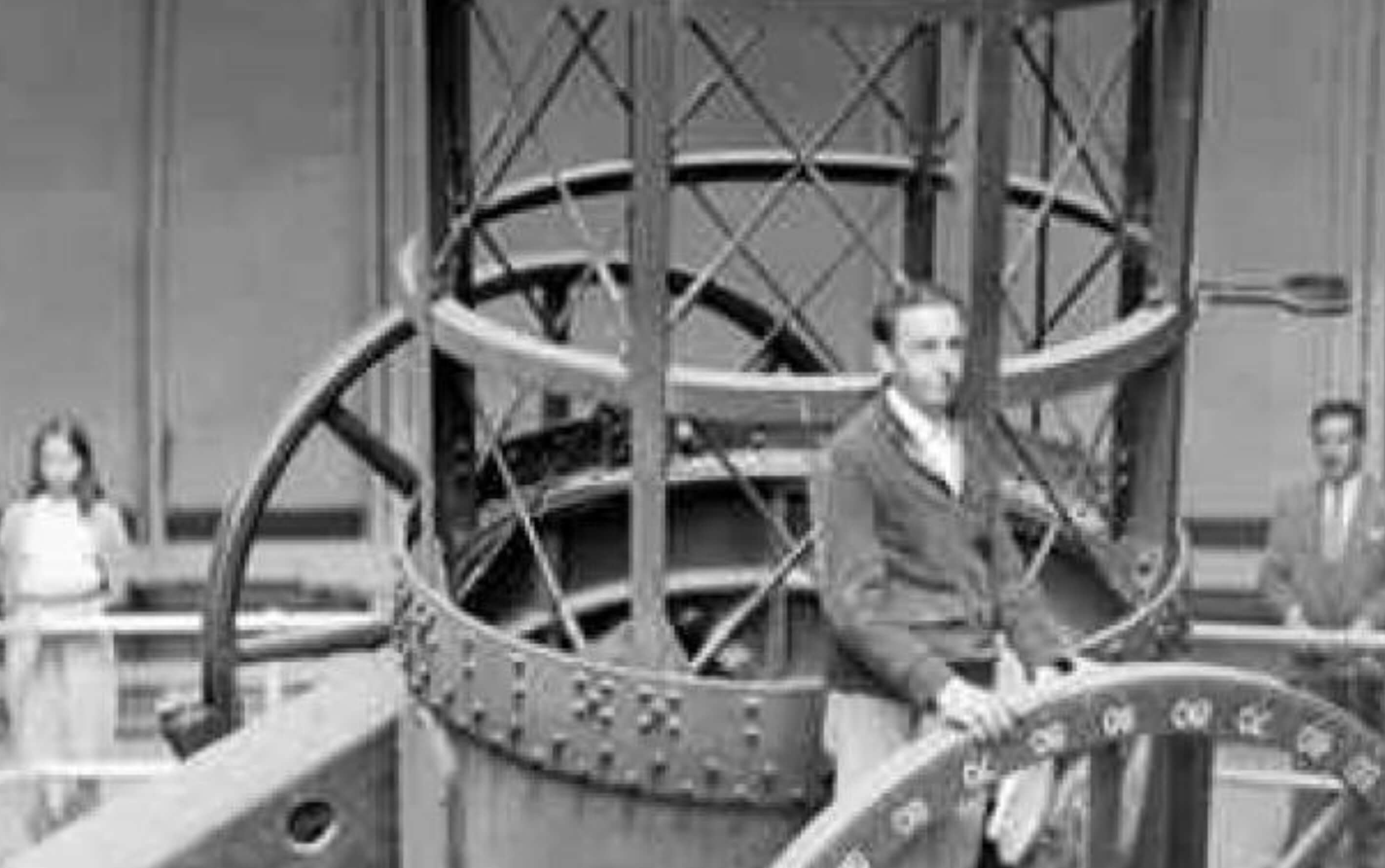
Enrique Gaviola parado en la horquilla del telescopio de Bosque Alegre, Córdoba, 1941.

En 1942, con su colega Ricardo Platzcek, diseñaron el primer espectrógrafo estelar del mundo construido totalmente con espejos. Birkhoff, Decano de la Facultad de Ciencias de la Universidad de Harvard, lo llamó "la verdadera declaración de independencia argentina". También aportó al tema de cascadas de rayos cósmicos razón por la cual se ha pedido que lleve su nombre la instalación del Observatorio Pierre Auger que se llevó a cabo con la colaboración de 18 países en la ciudad de Malargüe, provincia de Mendoza, cuya finalidad es establecer el origen y características de la radiación cósmica de alta energía.
En 1951 el gobierno del presidente Juan Domingo Perón creó el Consejo Nacional de Investigaciones Técnicas y Científicas (CONITYC), el cual, congregó a importantes científicos, como el físico José Balseiro, Enrique Gaviola, el ingeniero nuclear Otto Gamba y el astrónomo Juan Bussolini. Este organismo fue desmantelado tras la dictadura autodenominada Revolución Libertadora que derrocó a Perón en 1955, por lo que Gaviola debió continuar con sus investigaciones de forma privada.
Fue también gracias a él que se instaló en la Argentina la primera estación del hemisferio sur para el seguimiento de satélites artificiales.
A mediados de la década de 1960 a petición del ingeniero Mario Báncora Gaviola se unió al entonces denominado Instituto de Física de Bariloche, (que luego pasara a llamarse Instituto Balseiro). Allí Gaviola fue profesor del laboratorio de física experimental hasta que se jubiló.
En sus últimos años su preocupación se volcó hacia la política científica, con especial énfasis en la astronomía y en la energía nuclear.

## Personalidad y vida social
En Alemania Enrique se casó con una compañera de filosofía, princesa de la abolida dinastía finesa: Katri María Nieminenn Vaukkari (apodada Kaisa) y tuvieron una hija, Ruth Miryam Gaviola Nieminenn (octubre 1925 Berlín). Kaisa falleció el 15 de abril de 1936, en la ciudad de Buenos Aires. 
Cuando volvió a Argentina, años después, se hizo cargo de la dirección del OAC en Córdoba. Conoce a Helena Dartaget (hermana de un físico empleado del observatorio) con quien se casó. No tuvieron hijos y permanecieron juntos hasta el día de su muerte.
En 1946 su hija se casó con Horacio d. Aguiar hijo del Dr. Henoch Domingo Aguiar y Elina Oliva Igarzàbal. 
Tuvo cuatro nietos y nietas, Katri María Aguiar-Gaviola (1947), Elina Ofelia Aguiar (1949), Henoch Domingo Aguiar (1955) y Ruth Mirjam Aguiar (1961). En 1974 nace su primer bisnieta M. Susana Fava Aguiar-Gaviola, 1974 Joaquín M. Fava Aguiar-Gaviola, 1978 Marcela A. Fava A-G y Cecilia Sayús Aguiar, 1980 Germán Enrique Fava Aguiar-Gaviola, 1982 Gastón Horacio y Pedro Eugenio Fava Aguiar-Gaviola, 1983 G. Henoch Fava Aguiar-Gaviola, 1984 Javier Alejandro Sayús Aguiar y por último Sol (1995) y Nicolás(2000) Rieznik Aguiar, a quienes no llegó a conocer. 
La investigadora Graciela González Gaviola de Díaz Araujo, sobrina nieta de Gaviola lo describió como un hombre alto, muy delgado y sumamente callado.

Mientras estuvo en el Balseiro plantó todos los días un árbol, por eso al paseo y a la plazoleta le han puesto su nombre. Lo recuerdo como un hombre excéntrico, cultísimo, que manejaba un auto viejo inglés tipo Voiture, que hacía dulce casero y que cuando se quedaba sin trabajo por las peleas que tenía con los políticos salía en camioneta a vender huevos por las casas. “Sobre su final estaba muy encorvado y se instalaba en un banco de la plaza España con un gorro con un pompón, a pensar, decía. Nunca perdió la lucidez. Era un agnóstico severo y una vez me lo encontré saliendo de jesuitas; cuando le pregunté qué hacía, me dijo: `Uno tiene que saber de todo. Cuando murió lo único que tenía era un departamento en la ciudad y un terreno en Bariloche. Renunció a todos los cargos, a todos los honores. El único honor que aceptó fue el Doctorado Honoris Causa que le dio la UNCuyo en la época de Zuleta. Sé que salvó a muchos científicos alemanes, no sé cómo lo hizo, tanto como para que dentro de la comunidad científica lo llamaran el Schindler de los científicos”, se emociona González Gaviola, quien donó los libros de la biblioteca de su tío abuelo a la UTN.
Evocación de su sobrina nieta Graciela González Gaviola en 2010

Para el epistemólogo argentino Juan Manuel Torres,

(Gaviola) siempre estaba en conflicto con las autoridades. Era un hombre que no se callaba, era un hombre muy recto. Gaviola era un persona muy frontal y su código ético lo llevaba a discutir con las autoridades, militares y civiles. Mario Bunge relata que Gaviola tenía una serie de preceptos respecto de la actitud y la ética que debe tener un buen investigador y él era el primero en cumplirlas, desde la honestidad intelectual hasta la integridad profesional.

Mario Bunge, amigo de Gaviola, opinó que sus principales logros en la Argentina fueron:
- El diseño y construcción de la Estación Astrofísica de Bosque Alegre.
- El inicio de la astrofísica observacional.
- El haber traído a Guido Beck y apoyarlo en su escuela de física teórica.
- El diseño de una política científica sabia.
- La prédica de la integridad moral, de la que Gaviola fue el estándar por el que muchos midieron la estatura moral de los científicos.

Con respecto a este último punto, Gaviola, en efecto, daba una gran importancia a los aspectos éticos en la formación de intelectuales y era intransigente en lo que respecta a reglas morales. Siempre les recordaba a sus estudiantes los que consideraba Los Diez Mandamientos del Método Científico:
1. No robarás
2. Intentarás refutarte
3. No fabricarás tus datos, ni mejorarás tus resultados retocando placas o películas
4. No engañarás en la demostración de tus teoremas
5. No ocultarás información
6. No dejarás de investigar problemas que puedan molestar a “the powers that be” (el 'establishment')
7. No recurrirás al argumento de autoridad
8. Al hacer un experimento no tratarás de demostrar la bondad de una teoría o modelo sino su validez
9. Al exponer un resultado experimental no forzarás los límites de validez de la teoría o modelo para obtener un mejor acuerdo
10. No enviarás un trabajo antes de levantar todas las objeciones que tú y otro hagan al mismo

Estaba muy en desacuerdo con la manera en que se estaba educando a las futuras generaciones, en 1959, en una conferencia, realizaba los siguientes comentarios.

(…) casi todos los intelectuales se forman ideológicamente en las universidades. Algunos permanecen y transmiten su ideología a las nuevas camadas de estudiantes. La mayoría pasa a las profesiones liberales, al servicio del Estado, a la política y al gobierno mismo. Los gobernantes de cualquier nación son los egresados universitarios de 20 a 40 años atrás. La calidad intelectual y moral de las universidades de una época fija la calidad intelectual y moral del gobierno veinte a cuarenta años más tarde. La aguda crisis actual ya no permite ocultar la decadencia moral del país. Muchos se sorprendieron cuando en 1946 pronuncié la conferencia "El problema moral argentino" en el Club Universitario de Buenos Aires, en la que arriesgaba un pronóstico: "La mala tradición persistirá por no menos de una generación. Lo mismo puede decirse de la influencia maléfica de nuestros colegios secundarios y universidades oficiales" (…)"aumentará la deshonestidad en los próximos años" (…) "se extenderá la deshonestidad social a una fracción aún mayor de la población." Mi pronóstico de 1946 se ha cumplido con creces. En aquella conferencia decía respecto del sistema educativo: "El ambiente de nuestras escuelas primarias es, en lo que a los niños alcanza, bueno. los maestros y maestras, aunque hayan obtenido sus puestos gracias a la inmoralidad administrativa (léase nepotismo o acomodo político), conocen, en general, lo que enseñan. La enseñanza es, pues, sincera. Si los niños no van después a las escuelas secundarias o a universidades, pueden convertirse en ciudadanos honestos. Pero si concurren a escuelas secundarias y a universidades" (…) "acaban en su mayoría por “avivarse”, es decir, por convencerse de que la mentira, la simulación y la corrupción, conducen al triunfo en la vida". 
 (…) Las palabras sirven en todas partes para ocultar los sentimientos. En Latinoamérica sirven, además, para ocultar las intenciones y los hechos (…) El acomodo y la demagogia son la norma de los gobiernos universitarios. De tales colegios y universidades no es extraño que egresen una mayoría de hipócritas consumados o anormales indiferentes. Por suerte, una pequeña parte, pero creciente, de alumnos, se muestra inmune al contagio. La influencia de la cuna honrada domina a la educación. Pero esa parte es muy pequeña aún. La decadencia moral que hemos sufrido la hemos compartido con otros países de Latinoamérica. También hemos compartido la reforma universitaria. La demagogia universitaria acarrea el desgobierno político (…). 
Las Facultades deberían ostentar el lema: "aquí se aprende a defraudar a la Nación, no pagando impuestos, y a estafar a la clase media envileciendo la moneda" o "aquí se fabrican burócratas en masa, de ineptitud garantizada (…)"
El propósito de la Universidad debería ser servir a las necesidades materiales y espirituales de la Nación.
Nada más.

## Algunas distinciones y premios
- 1965 Premio Abraham Mibashan otorgado por la AMIA y la DAIA.
- 1983 Premio Konex de Platino – Ciencia y Tecnología – Física y Astronomía.
- 1998 Denominado en EUA como uno de los científicos más notables del siglo XX. Emily Mc Murray (1998), Notable Twentieth Century Scientists, Vol. 2, F-K. Gale Research Inc., an International Thomson Publishing Company.

En 1981 la Unión Astronómica Internacional le dio su nombre al asteroide 2504 , descubierto en el Observatorio Astronómico de Córdoba en 1967.
En la Facultad de Matemáticas, Astronomía y Física de la Universidad Nacional de Córdoba (UNC), con la que Gaviola se vio relacionado en vida, funciona el Instituto de Física Enrique Gaviola (IFEG), una entidad de investigación avanzada en dicha ciencia, dependiente de CONICET y UNC.
El 24 de octubre de 2008, en la ciudad de Mendoza se impuso el nombre de Ramón Enrique Gaviola a la escuela N.º 3-406.

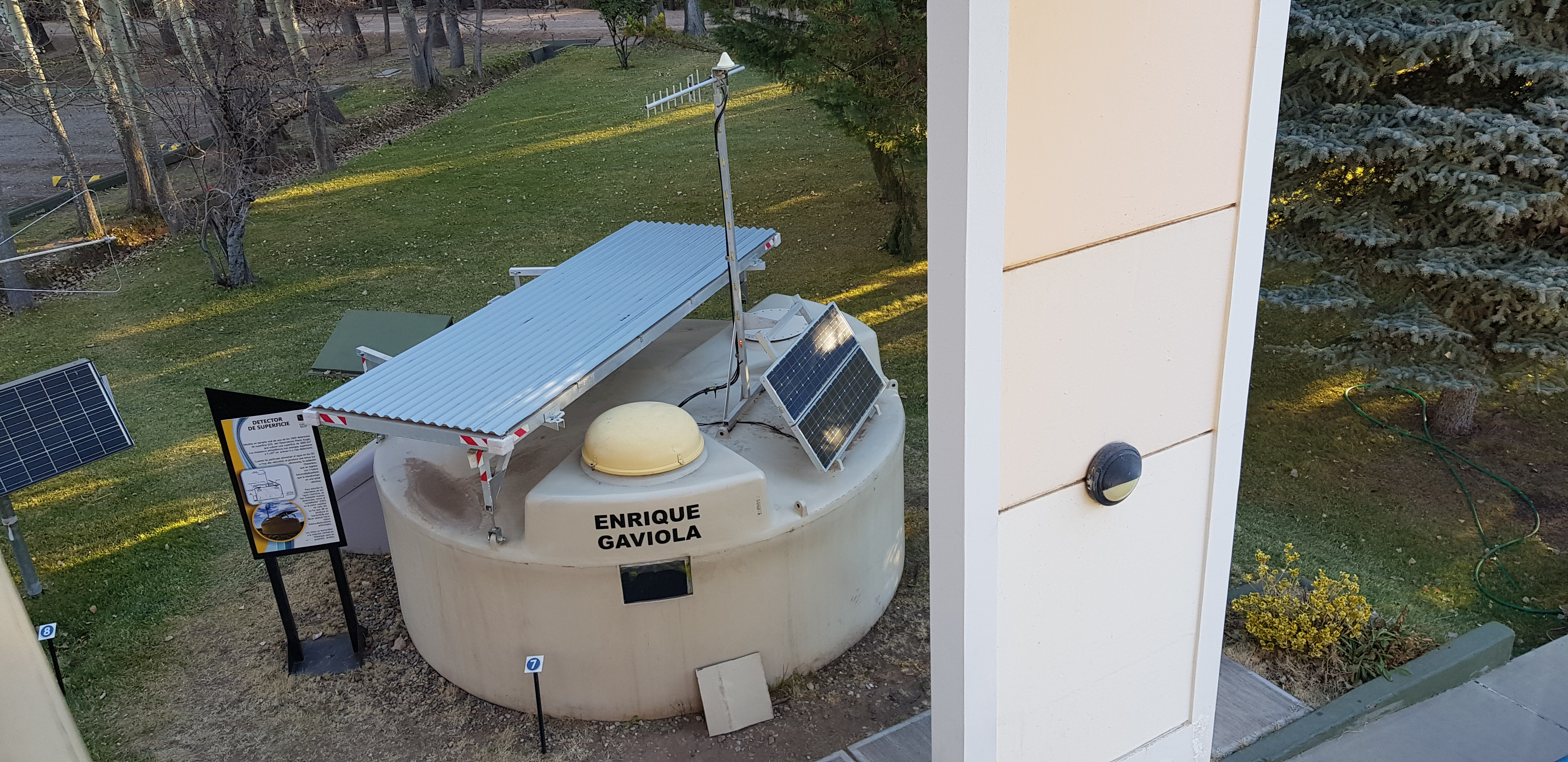
Detector Cherencov del Observatorio Pierre Auger. Lleva el nombre de Enrique Gaviola

También llevan su nombre la plazoleta del Instituto Balseiro y una de las instalaciones del Observatorio de Rayos Cósmicos Pierre Auger.